# Valff
Valff es una localidad y comuna francesa, situada en el departamento de Bajo Rin en la región de Alsacia.

## Demografía
| 1011 | 1081 | 1121 | 1173 | 1234 | 1281 |
| Para los censos de 1962 a 1999 la población legal corresponde a la población sin duplicidades (Fuente: INSEE [Consultar]) |      |      |      |      |      |

## Patrimonio
- Capilla de Sainte Marguerite: coro en estilo gótico del siglo XIV y nave renacentista de 1566. Monumento histórico
- Iglesia de Saint Blaise: campanario del románico del siglo XII, cubierto de una cúpula en forma de bulbo del siglo XVIII. Dispone de un órgano de Conrad Sauer, construido en 1802.
- Capilla de Notre Dame: contiene una Virgen con niño de estilo gótico del siglo XVI y una Piedad del siglo XV.